# Kodigo Norte
Kodigo Norte es un grupo de música hip hop-reggae  creado en 2004 en Vitoria. Los miembros originales son Dj Loro, Gorka Suaia, Sok y Markes Iraizoz.
Actualmente Gorka Suaia está fuera de la disciplina de KN, embarcado en diferentes proyectos musicales como Herrima y Oihanlariak.
Tienen un registro propio e identificativo a medio camino entre el east coast 90´s hip hop   y el reggae, abordando en ocasiones la vertiente dancehall o la vertiente roots.
En estos años han compartido escenario con los grupos más relevantes del Estado y también han estado presentes en festivales con un cartel de carácter internacional como Zaragoza Ciudad Hip Hop Festival 2008 con artistas como Wu Tang Clan, D.I.T.C., Big Daddy Kane, Chiens De Palle, en el Arena Hip Hop 2008 junto a Sniper, Visionaries, Dj Revolution  o Bilbao Urban Musikaldia de 2007 en el que actuaron Pete Rock y Mos Def.
Asimismo, han grabado o colaborado en temas con diferentes artistas como Junior Reid, Sorkun, Green Valley, Evaristo(La Polla), Gasteiz Big Band, Iñaki(Betagarri), Juan(SA), Bad Sound System, Ital Erik(Ki Sap), Dj Ochoa, Priteo & Ganda, Ferrán MDE...
Recientemente han teloneado a artistas como Blaq Poet, GOD Part 3(Infamous Mobb), Smiff N Wessum, Skarramucci, Lion D...a su paso por Euskal Herria.

## Historia
Kodigo Norte se formó en 2004 de las mano de DJ Loro y los MCs Gorka Suaia, Markes Iraizoz y Sok, todos ellos procedentes de otros grupos de Vitoria y alrededores. El primer concierto fue en septiembre de 2004.
En 2005 se presentó el trabajo de Markes Un paseo por mi mente, con el que se dieron a conocer en el número 68 de la revista Hip Hop Nation (enero de 2006) y en el recopilatorio editado por El Diablo MP3RAP vol 2, y al mismo tiempo comenzaron a dar conciertos en distintos puntos de Euskal Herria.
En marzo de 2006 se publicó su primer trabajo: Kodigo Norte. Este tuvo buena acogida entre los oyentes y ganó el concurso de maquetas musicales de Álava aquel año. Por aquellas fechas comenzaron a dar conciertos fuera de Euskal Herria también.
En marzo de 2007 se publicó Iceberg EP, grabado, mezclado y masterizado en los Estudios Sonora de Vitoria.
Dj Loro publica su Friends & Family(2008), donde reúne a diferentes rappers del norte y se graba el videoclip del tema 20 segundos de la mano de Xavier Fornós
En 2009 Markes publicó su street album Independencia rodeándose de diferentes mc´s, dj´s y beatmakers del norte de la península.
Posteriormente presentó el videoclip del sencillo "El Hombre Equivocado" dirigido y filmado por Patric C. Taladriz para Xclusif & Conflict Films
En 2010 publicaron el trabajo One Love/One Shot junto con el videoclip de la canción.
El álbum cuenta con colaboraciones de Priteo y Ganda, del mítico grupo ya desaparecido 'Chinatown' (Santander) y Jean Paul (Vitoria). Grabado y mezclado por Dj Loro, fue masterizado por Fernando Álvarez en 440 Mastering.
Con este disco estuvieron de gira varios meses a pesar de ser un grupo underground sin discográfica, y su presentación en Vitoria quedó registrada en un clip a cargo de Xavier Fornós.
En diciembre de 2011 Kodigo Norte lanza Sutan Blai, un maxi de tres canciones, presentado al público en directo en enero en la sala Jimmy Jazz. Además incluye las versiones instrumentales y la voz a capela del músico jamaicano Junior Reid que fuera cantante del grupo Black Uhuru.
El grupo graba el videoclip del tema Duele a cargo de Plata Visuals y Jon Gorospe.
En febrero de 2012 el grupo presenta el documental Zuzen Zuzenean a cargo de Plata Visuals, donde se recoge de manera personal las inquietudes y reflexiones de los componentes del grupo acerca de su música, trayectoria, etc.
Gorka Suaia abandona la formación para dedicarse a diferentes proyectos musicales.
Después de esto, el grupo se toma un respiro y Dj Loro edita su LP Muchos Dijeron adiós/Remixes(2012), empieza a convertirse en un referente de las sesiones hip hop reggae por toda Euskal Herria.
Markes Iraizoz presenta su ep Musicamina a finales de 2014 junto al productor Elfér.
En 2015 Kodigo Norte vuelve al juego con Eutsi, un largo auto editado compuesto por quince pistas donde aparecen  Gorka Suaia, Green Valley y Leo, además del productor Kalen.
El grupo graba el videoclip del tema Zabalzazu mezua junto a Green Valley, realizado por Jon Gorospe.
Recientemente, Sok ha publicado su primer trabajo en solitario Mi Momento(2016) del que ha grabado dos videoclips : Baskonia Txapeldun a cargo de Altu Producciones y ¿Quién me quita lo bailao? realizado por Cristian Reyes.

## Miembros
- DJ Loro (DJ/Productor)
- Markes Iraizoz (MC)
- Sok (MC)

## Discografía
- 2016 Mi momento - Sok
- 2015 Eutsi
- 2014 Musicamina - Markes Iraizoz & Elfér
- 2012 Muchos dijeron adiós/Remixes - Dj Loro
- 2011: Sutan Blai.
- 2010: One Love / One Shot.
- 2009: Independencia - Markes
- 2008: Friends & Family - Dj Loro
- 2007: Iceberg
- 2006: Kodigo Norte.
- 2005: Un paseo por mi mente - Markes

## Premios
- Concurso de Máquetas Musicales de Álava, 2006

## Videos
Baskonia Txapeldun
¿Quién me quita lo bailao?
Zabalzazu mezua
Duele
Zuzen Zuzenean
Presentación One Love / One Shot
One Love / One Shot
El Hombre Equivocado
20 segundos

## Enlaces
- Sitio web oficial Archivado el 25 de abril de 2009 en Wayback Machine.
- Sitio web oficial de Dj Loro
- Canal Youtube de Kodigo Norte
- Canal Soundcloud Kodigo Norte Archivado el 9 de abril de 2016 en Wayback Machine.